# Anthony Roux
Anthony Roux (Verdun, 18 april 1987) is een voormalig Frans wielrenner die zijn gehele loopbaan als beroepsrenner reed voor Groupama-FDJ. Of voor een voorloper van dit team. Roux' grootste overwinning tot nu toe is zijn zege in de zeventiende etappe van de Ronde van Spanje in 2009. In 2018 werd hij nationaal kampioen van Frankrijk.

## Overwinningen
2008
Jongerenklassement Ronde van Gabon
2009
4e etappe Ronde van de Sarthe
17e etappe Ronde van Spanje
2010
5e etappe Omloop van Lotharingen
1e etappe Ronde van Poitou-Charentes
2011
4e etappe Ronde van de Sarthe
Eindklassement Ronde van de Sarthe
1e en 4e etappe Omloop van Lotharingen
Eindklassement Omloop van Lotharingen
Ronde van de Somme
2013
6e etappe Ster van Bessèges
4e etappe Ronde van Burgos
2015
2e etappe Ronde van de Sarthe
2018
4e etappe Route d'Occitanie
 Frans kampioen op de weg, Elite
1e etappe Ronde van de Limousin

## Resultaten in voornaamste wedstrijden
| Jaar | Ronde van Italië | Ronde van Frankrijk | Ronde van Spanje |
| ---- | ---------------- | ------------------- | ---------------- |
| 2008 |                  |                     |                  |
| 2009 |                  |                     | 120e (1)         |
| 2010 |                  | 166e                |                  |
| 2011 |                  | 101e                |                  |
| 2012 |                  | 126e                |                  |
| 2013 | opgave           |                     | 34e              |
| 2014 |                  |                     | opgave           |
| 2015 | 87e              |                     |                  |
| 2016 |                  | 63e                 |                  |
| 2017 |                  |                     | 52e              |
| 2018 | 76e              |                     |                  |
| 2019 |                  | 102e                |                  |
| 2020 |                  |                     | 66e              |
| 2021 |                  |                     | 58e              |
| 2022 |                  |                     |                  |

| Jaar | Milaan-San Remo | Parijs-Roubaix | Amstel Gold Race | Luik-Bast.‑Luik | Ronde van Lombardije | Waalse Pijl | Clásica San Sebastián |  | WK op de weg |  | Wereldranglijsten |
| ---- | --------------- | -------------- | ---------------- | --------------- | -------------------- | ----------- | --------------------- |  | ------------ |  | ----------------- |
| 2008 |                 |                | 86e              |                 |                      |             |                       |  |              |  |                   |
| 2009 |                 | opgave         | 123e             | opgave          |                      |             |                       |  |              |  | 80e (UWK)         |
| 2010 |                 |                | 68e              |                 | opgave               | 113e        | 51e                   |  |              |  |                   |
| 2011 |                 |                |                  |                 |                      |             |                       |  | 113e         |  |                   |
| 2012 |                 |                | 58e              | opgave          |                      | 105e        |                       |  |              |  |                   |
| 2013 | 133e            |                |                  |                 | opgave               |             | 63e                   |  | 44e          |  |                   |
| 2014 |                 |                | 15e              | 18e             |                      | 124e        | 15e                   |  |              |  | 221e (UWT)        |
| 2015 |                 |                | opgave           | 59e             | opgave               | opgave      | 23e                   |  |              |  | 118e (UWT)        |
| 2016 | 63e             |                | 79e              | 57e             | opgave               | opgave      | 11e                   |  |              |  | 80e (UWT)         |
| 2017 | 42e             |                | 28e              | 91e             | 42e                  | opgave      | 7e                    |  | 84e          |  | 130e (UWT)        |
| 2018 |                 |                | 42e              | 36e             |                      | 36e         | ↑                     |  | opgave       |  | 92e (UWT)         |
| 2019 | 89e             |                |                  |                 | opgave               |             | 27e                   |  | opgave       |  |                   |
| 2020 |                 |                |                  | 62e             | 42e                  | 55e         |                       |  |              |  |                   |
| 2021 |                 |                |                  |                 | opgave               |             | 58e                   |  |              |  |                   |
| 2022 | 128e            |                |                  | 60e             |                      | 101e        |                       |  |              |  |                   |

## Ploegen
- 2007 –  La Française des Jeux (stagiair vanaf 1-8)
- 2008 –  La Française des Jeux
- 2009 –  Française des Jeux
- 2010 –  Française des Jeux
- 2011 –  FDJ
- 2012 –  FDJ-BigMat
- 2013 –  FDJ.fr [a]
- 2014 –  FDJ.fr
- 2015 –  FDJ
- 2016 –  FDJ
- 2017 –  FDJ
- 2018 –  Groupama-FDJ
- 2019 –  Groupama-FDJ
- 2020 –  Groupama-FDJ
- 2021 –  Groupama-FDJ
- 2022 –  Groupama-FDJ

1. ↑  Tot eind juni heette de ploeg FDJ, daarna werd de naam veranderd.